# Distrito de Dâmbovița
Dâmbovița es un distrito (județ) de Rumanía, cuya capital es la ciudad de Târgoviște.

## Fronteras
- Distritos de Ilfov y Prahova al este.
- Distrito de Argeș al oeste.
- Distrito de Brașov al norte.
- Distritos de Teleorman y Giurgiu al sur.

## Demografía
En 2002 tenía una población de 541 763 habitantes con una densidad de población de 134 hab/km². Es uno de los distritos de Rumanía que más densidad de población posee.
- Rumanos: 96%
- Gitanos y otros.

| Año  | N.º habitantes |
| ---- | -------------- |
| 1948 | 409.272        |
| 1956 | 438.985        |
| 1966 | 453.241        |
| 1977 | 527.620        |
| 1992 | 562.041        |
| 2002 | 541.763        |

## Economía
Las industrias predominantes en el distrito son:
- Metalurgia.
- Industria para equipos de extracción de petróleo
- Industria alimentaria.
- Electrodomésticos.
- Industria textil.
- Industria química.
- Industria de materiales de construcción.

## Divisiones administrativas
El distrito tiene dos municipalidades, cuatro ciudades y setenta y seis comunas.

### Municipalidades
- Târgoviște
- Moreni

### Ciudades
- Găeşti
- Pucioasa
- Titu
- Fieni

### Comunas
- Aninoasa
- Băleni
- Bărbulețu
- Bezdead
- Bilciurești
- Braniştea
- Brăneşti
- Brezoaele
- Buciumeni
- Bucşani
- Butimanu
- Cândeşti
- Ciocăneşti
- Cobia
- Cojasca
- Comișani
- Conţeşti
- Corbii Mari
- Cornățelu
- Corneşti
- Costeștii din Vale
- Crângurile
- Crevedia
- Dărmăneşti
- Dobra
- Doicești
- Dragodana
- Dragomireşti
- Finta
- Glodeni
- Gura Foii
- Gura Ocniței
- Gura Șuții
- Hulubești
- I. L. Caragiale
- Iedera
- Lucieni
- Ludești
- Lungulețu
- Malu cu Flori
- Măneşti
- Mătăsaru
- Mogoșani
- Moroeni
- Morteni
- Moțăieni
- Niculești
- Nucet
- Ocniţa
- Odobești
- Perșinari
- Petreşti
- Pietrari
- Pietroșița
- Poiana
- Potlogi
- Produlești
- Pucheni
- Raciu
- Răscăeți
- Râu Alb
- Răzvad
- Runcu
- Sălcioara
- Slobozia Moară
- Șelaru
- Șotânga
- Tărtășești
- Tătărani
- Uliești
- Ulmi
- Văcăreşti
- Valea Lungă
- Valea Mare
- Văleni-Dâmbovița
- Vârfuri
- Vişina
- Vișinești
- Vlădeni
- Voineşti
- Vulcana-Băi
- Vulcana-Pandele